# E-usługa
E-usługa – usługa świadczona drogą elektroniczną przez sieć telekomunikacyjną, a w tym sieć komputerową, np. Internet, z wykorzystaniem technologii informacyjnej, której świadczenie jest zautomatyzowane i która wymaga niewielkiego udziału człowieka.
Następujące usługi, w szczególności jeśli świadczone są przez Internet lub inną sieć elektroniczną, wchodzą w zakres usług elektronicznych:
1. Ogólnie produkty w formie cyfrowej, łącznie z oprogramowaniem, jego modyfikacjami i nowszymi wersjami oprogramowania.
2. Usługi umożliwiające lub wspomagające obecność przedsiębiorstw lub osób w sieci elektronicznej, takie jak witryna lub strona internetowa.
3. Usługi generowane automatycznie przez komputer i przesyłane Internetem lub siecią elektroniczną w odpowiedzi na określone dane wprowadzone przez usługobiorcę.
4. Odpłatne przekazywanie prawa do wystawiania na aukcji towaru lub usługi za pośrednictwem witryny internetowej działającej jako rynek online, na którym potencjalni kupcy przedstawiają swoje oferty przy wykorzystaniu automatycznych procedur oraz na którym strony są informowane o dokonaniu sprzedaży za pomocą poczty elektronicznej generowanej automatycznie przez komputer.
5. Pakiety usług internetowych oferujących dostęp do informacji, w których aspekty telekomunikacyjne są natury pomocniczej lub drugorzędnej, czyli pakiety wykraczające poza oferowanie samego dostępu do Internetu i obejmujące inne elementy, takie jak strony, które umożliwiają dostęp do aktualnych wiadomości, informacji meteorologicznych lub turystycznych, gier, umożliwiają hosting stron internetowych, dostęp do grup dyskusyjnych, poczty elektronicznej itp.